# Амарилло
Амари́лло (англ. Amarillo) — город на юге США, расположенный в северной части штата Техас, на высоте около 1100 метров над уровнем моря. Административный центр округа Поттер. Амарилло является 14-м по численности городом Техаса. Согласно переписи населения США в 2010 году проживало 190 695 человек, по оценке на 2018 год население составляло 198 773 жителя. Важный промышленный центр северного Техаса, один из крупнейших в США поставщиков гелия. Международный аэропорт. Узел железных и шоссейных дорог, а также трубопроводов. Достопримечательность Амарилло — колонна в честь гелия (1969). В окрестностях: каньон Пало-Дуро (парк штата Техас). Недалеко от города вдоль Interstate 40 расположена инсталляция вкопанных в землю автомобилей Cadillac Ranch.

## История
Амарилло был основан в 1887 году как железнодорожная станция (на железнодорожной линии «Форт-Уэрт—Денвер») и центр торговли сельскохозяйственной продукцией (зерно, мука, крупный рогатый скот). Город с 1892 года.  Музеи: конного спорта, исторический. Планетарий. Западно-техасский A&M университет (с 1909 года), Медицинский центр Техасского технологического университета (с 1973 года). Ведутся фундаментальные научные исследования (аэрокосмические и ядерные технологии).

## География

### Климат
- Среднегодовая температура — +14,1 C°
- Среднегодовая скорость ветра — 5,7 м/с
- Среднегодовая влажность воздуха — 58 %

| Показатель                    | Янв.  | Фев.  | Март  | Апр.  | Май  | Июнь | Июль | Авг. | Сен. | Окт.  | Нояб. | Дек.  | Год   |
| ----------------------------- | ----- | ----- | ----- | ----- | ---- | ---- | ---- | ---- | ---- | ----- | ----- | ----- | ----- |
| Абсолютный максимум, °C       | 28,3  | 31,1  | 35,6  | 37,2  | 40,0 | 43,9 | 41,1 | 41,1 | 39,4 | 37,2  | 30,6  | 28,3  | 43,9  |
| Средний суточный максимум, °C | 10,3  | 12,3  | 16,9  | 21,7  | 26,4 | 30,9 | 33,0 | 31,9 | 28,1 | 22,2  | 15,6  | 9,8   | 21,6  |
| Средняя температура, °C       | 2,8   | 4,6   | 8,8   | 13,5  | 18,7 | 23,6 | 25,7 | 24,9 | 20,8 | 14,6  | 7,9   | 2,7   | 14,1  |
| Средний суточный минимум, °C  | −4,8  | −3,1  | 0,7   | 5,3   | 11,0 | 16,1 | 18,4 | 17,9 | 13,6 | 7,1   | 0,3   | −4,4  | 6,5   |
| Абсолютный минимум, °C        | −23,9 | −26,7 | −19,4 | −10,6 | −3,3 | 3,3  | 10,6 | 8,9  | −1,1 | −11,1 | −17,8 | −22,2 | −26,7 |
| Норма осадков, мм             | 18    | 14    | 35    | 36    | 58   | 80   | 72   | 74   | 49   | 42    | 20    | 18    | 516   |
| Источник: Погода и климат     |       |       |       |       |      |      |      |      |      |       |       |       |       |

## Население
Согласно переписи населения 2010 года в городе проживало 190 695 человек, было 73 918 домохозяйств и 49 170 семей. Расовый состав города: 77 % — белые, 6,6 % — афроамериканцы, 0,8 % — коренные жители США, 3,2 % — азиаты, 0,0 % (90 человек)— жители Гавайев или Океании, 9,4 % — другие расы, 2,9 % — две и более расы. Число испаноязычных жителей любых рас составило 28,8 %.
Из 73 918 домохозяйств, в 36,2 % живут дети младше 18 лет. 47,1 % домохозяйств представляли собой совместно проживающие супружеские пары (22,3 % с детьми младше 18 лет), в 14,1 % домохозяйств женщины проживали без мужей, в 5,4 % домохозяйств мужчины проживали без жён, 33,5 % домохозяйств не являлись семьями. В 27,9 % домохозяйств проживал только один человек, 9,2 % составляли одинокие пожилые люди (старше 65 лет). Средний размер домохозяйства составлял 2,55. Средний размер семьи — 3,14 человека.
Население города по возрастному диапазону распределилось следующим образом: 30,2 % — жители младше 20 лет, 28 % находятся в возрасте от 20 до 39, 29,8 % — от 40 до 64, 12 % — 65 лет и старше. Средний возраст составляет 33,4 года.
Согласно данным пятилетнего опроса 2019 года, средний доход домохозяйства в Амарилло составляет 52 725 долларов США в год, средний доход семьи — 63 853 доллара. Доход на душу населения в городе составляет 28 274 доллара. Около 12 % семей и 15,1 % населения находятся за чертой бедности. В том числе 20,2 % в возрасте до 18 лет и 11,4 % в возрасте 65 и старше.

## Экономика
Центр нефтегазоносного района (добыча ведётся с начала 1920-х годов; богатейшие в мире месторождения гелия). Нефтепереработка, авиастроение, цветная металлургия, сборка ядерного оружия, химическая, пищевая (мясохладобойная и мукомольная), обрабатывающая промышленность.  Центр сельскохозяйственного района (скот, пшеница, сорго). Рафинирование меди. Близ Амарилло крупное хранилище гелия. Производство сельскохозяйственных орудий и машин. Предприятия атомной промышленности и по получению гелия из природного газа.

## События
В декабре 1966 года здесь Хосе Сильвой был проведён первый семинар курса Самоконтроля Мышления по Методу Сильва. 
12 декабря 1997 года произошло убийство 19-летнего панк-музыканта Брайана Денеке под колёсами автомобиля 17-летнего спортсмена Дастина Кэмпа. Смерть Денеке привлекла внимание всего американского общества к Амарилло и к царившей в этом городе нетерпимости. В 2017-м году на основе данного события был снят фильм с названием The Bomb City. 